# St. Nikolaus (Jutphaas)

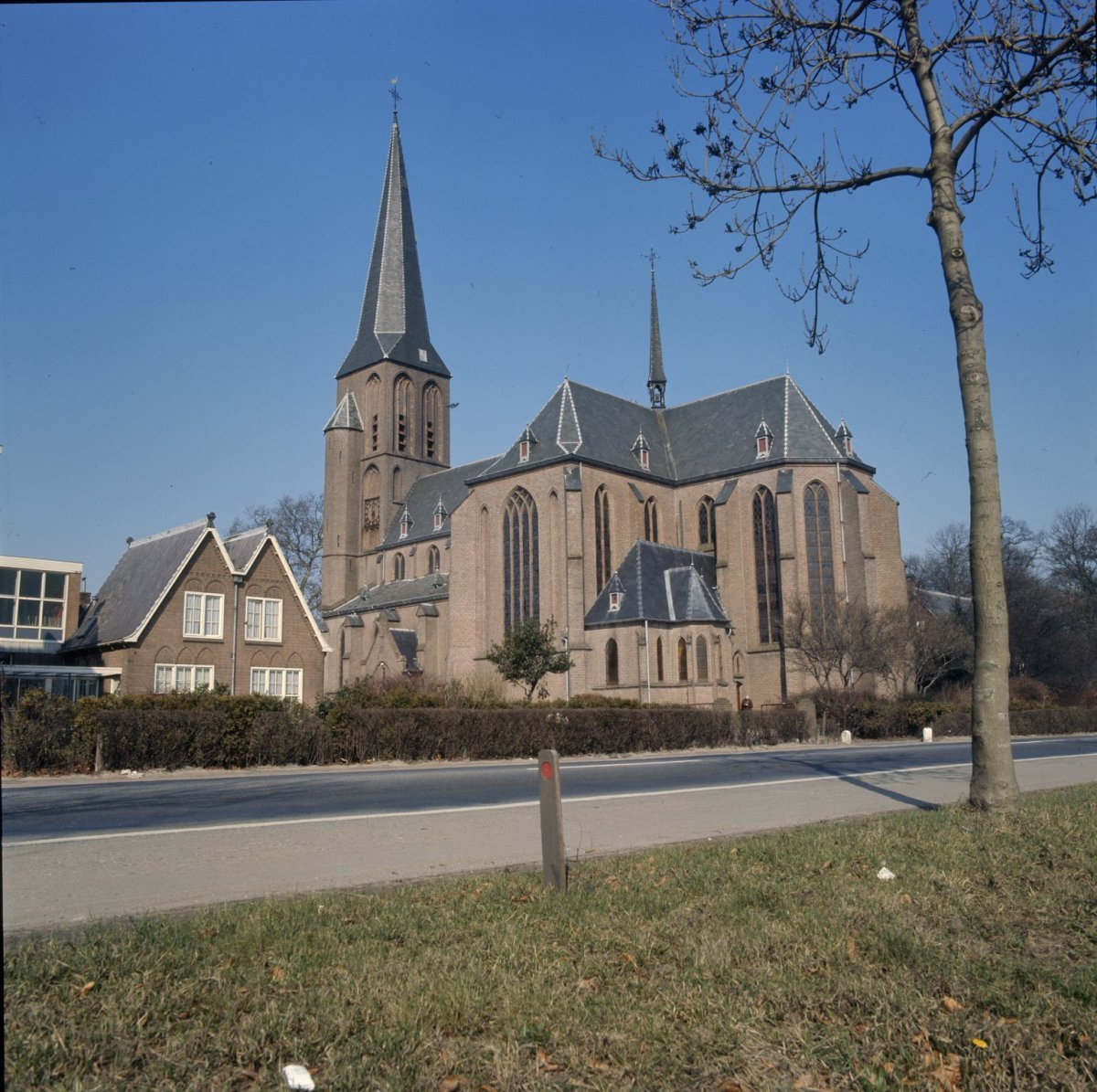
St. Nikolaus (Jutphaas)

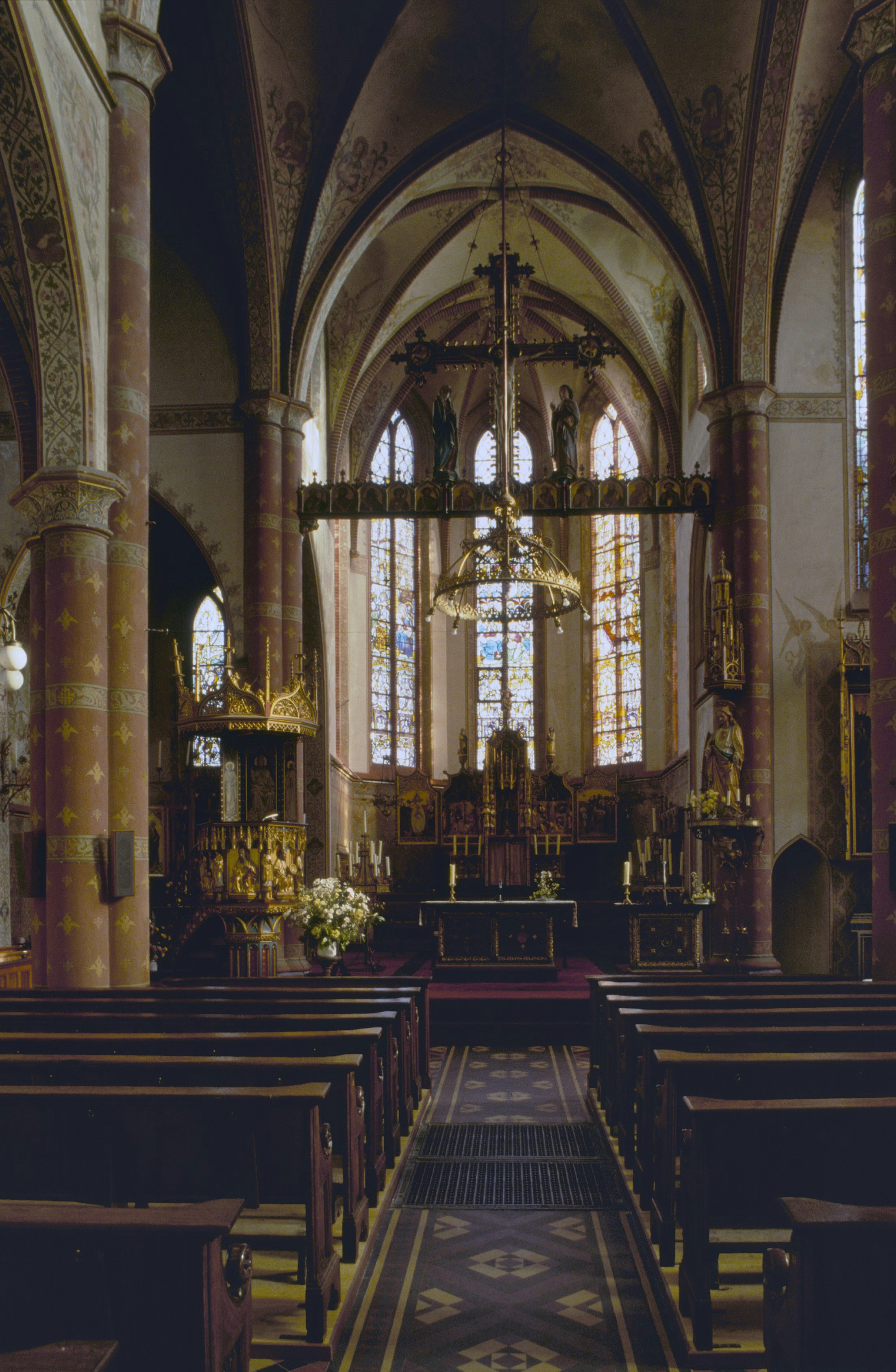
Innenansicht nach Osten

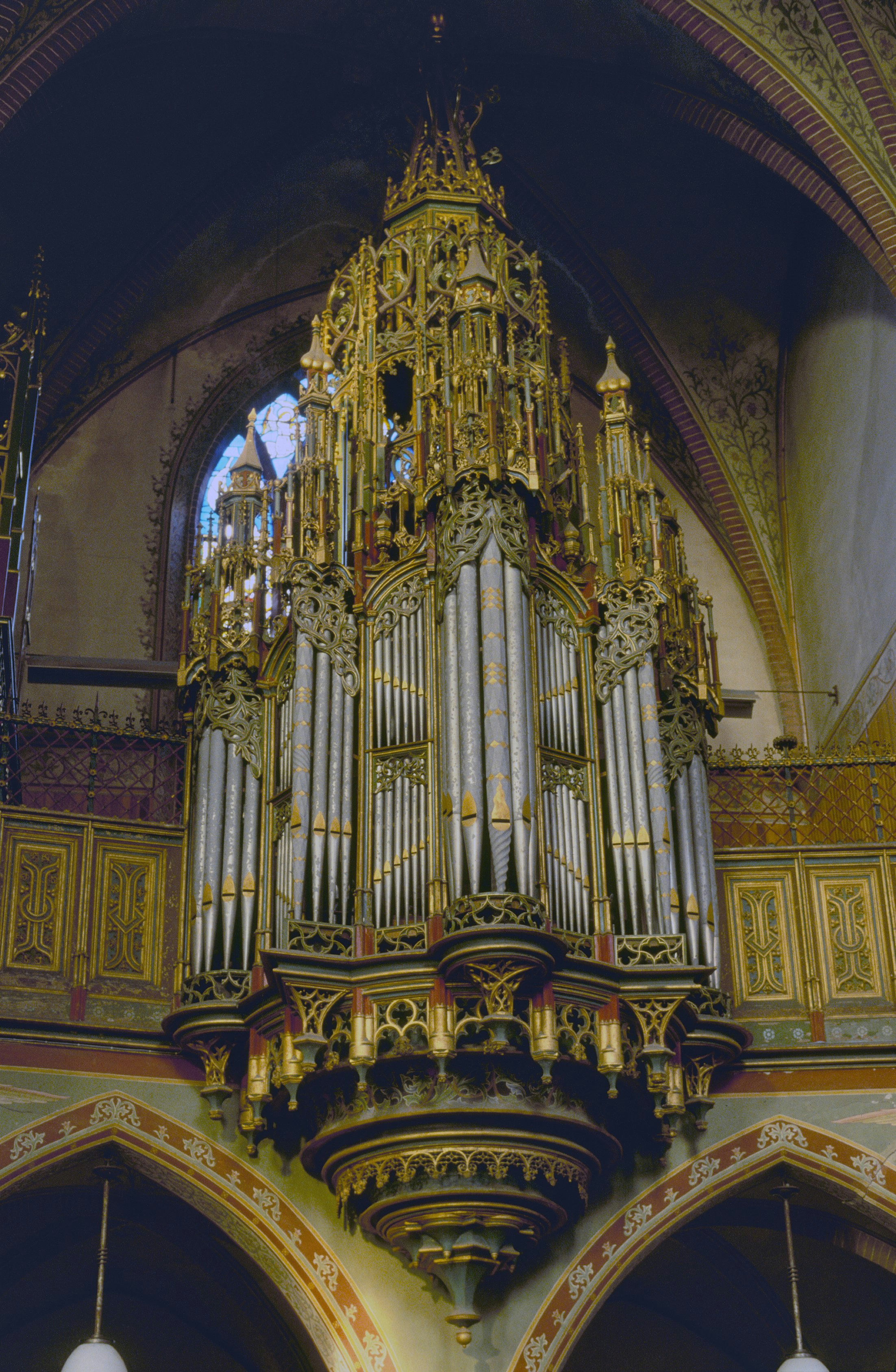
Orgel

Die Kirche St. Nikolaus (niederländisch Sint-Nicolaaskerk) ist eine römisch-katholische Pfarrkirche in Jutphaas, Gemeinde Nieuwegein in der niederländischen Provinz Utrecht. Die Kirche ist dem heiligen Nikolaus von Myra gewidmet. Das Kirchengebäude am Utrechtsestraatweg wurde 1875 von Monsignore Schaepman eingeweiht. Es ersetzte ein älteres Kirchengebäude am Overeind. Das Gebäude und die Gemeinde sind zusammen mit acht umliegenden Kirchen Teil der Pfarrei Heilige Dreifaltigkeit.

## Geschichte
Im Jahr 1688 begannen die Katholiken von Jutphaas in der kleinen versteckten Kirche am Overeind ihren Gottesdienst zu halten. Aufgrund der wachsenden Bevölkerung war diese Kirche jedoch zu klein geworden. Die zunehmende Religionsfreiheit im neunzehnten Jahrhundert machte es möglich, eine repräsentative und sichtbare Kirche im Dorf zu bauen.

## Bau der heutigen Kirche
Im Jahre 1873 wurde ein Stück Land am Kanal für den Bau einer neuen Kirche gekauft. Pastor Van Heukelum wurde zum Baupastor ernannt. Er beauftragte Alfred Tepe mit dem Entwurf einer neuen Kirche. Am 11. Mai 1874 wurde der erste Stein durch Bischof Schaepman aus Utrecht gelegt. Das Gebäude wurde in Rekordzeit erbaut: Genau ein Jahr später wurde die Kirche eingeweiht. Das Bauwerk ist eine neugotische fünfjochige kreuzförmige Basilika aus Backstein mit hohem Einzelturm. Sie endet in einem einschiffigen Chor mit polygonalem Dreiachtelschluss. An die Ostseite des Querschiffs und im Nordwestwinkel zwischen Turm und Langhaus schließen sich verschiedene Kapellenanbauten an.

## Inneres
In den folgenden Jahren wurde der Innenraum ausgestaltet. Er wurde von der St. Bernulphusgilde geschmückt, die damals viele neugotische Kirchen ausstattete. Dazu gehörten die Künstler, die auch ihren Beitrag zur Nikolauskirche geleistet haben, wie der Bildhauer Friedrich Wilhelm Mengelberg, der Goldschmied Brom und der Orgelbauer Michaël Maarschalkerweerd. Neben diesen Kunstwerken aus dem 19. Jahrhundert besitzt die Kirche auch eine Reihe spätmittelalterlicher Stücke, wie die Statue des Heiligen Rochus von Montpellier und das Gemälde der Vierzehn Nothelfer. Eine besondere Seltenheit ist auch der genuin spätgotische, fein gearbeitete Orgelprospekt, der aus der ehemaligen Kapelle Heilige Stede in Amsterdam stammt. Dieser Prospekt beherbergt heute eine Orgel der Firma Maarschalkerweerd & Sohn aus dem Jahr 1879 mit 12 Registern auf zwei Manualen und Pedal.